# Siphonophorida
Ordre
Les Siphonophorida sont un ordre de mille-pattes, comprenant deux familles et plus de 100 espèces. Cet ordre comprend le mille-pattes avec le plus de jambes, Illacme plenipes.

## Description
Les mille-pattes de l'ordre Siphonophorida sont longs et en forme de ver. Leur corps peut atteindre jusqu'à 36 mm de longueur et 190 segments. Les yeux sont absents, et pour de nombreuses espèces la tête est allongée, avec les mandibules fortement réduites. Les appendices reproducteurs mâles (gonopodes) sont simples et ressemblent à des pattes, constituant la 9e et la 10e paires de pattes.

## Répartition
Siphonophorida se rencontre depuis le sud-ouest des États-Unis au Brésil et au Pérou dans l'hémisphère occidental, ainsi qu'en Afrique du Sud, en Inde, en Asie du Sud-Est et en Australie.

## Classification
Deux familles sont traditionnellement reconnues. La grande famille Siphonophoridae a  plus de 100 espèces. La famille Siphonorhinidae comprend actuellement environ 10 espèces. Le genre siphonorhinide  Nematozonium, avec deux espèces, est parfois placé dans sa propre famille monotypique, Nematozoniidae.
Famille Siphonophoridae Newport, 1844

Tête de Guatemalium barberi de l'Amérique Centrale, montrant de grandes antennes et tubulaire "bec"

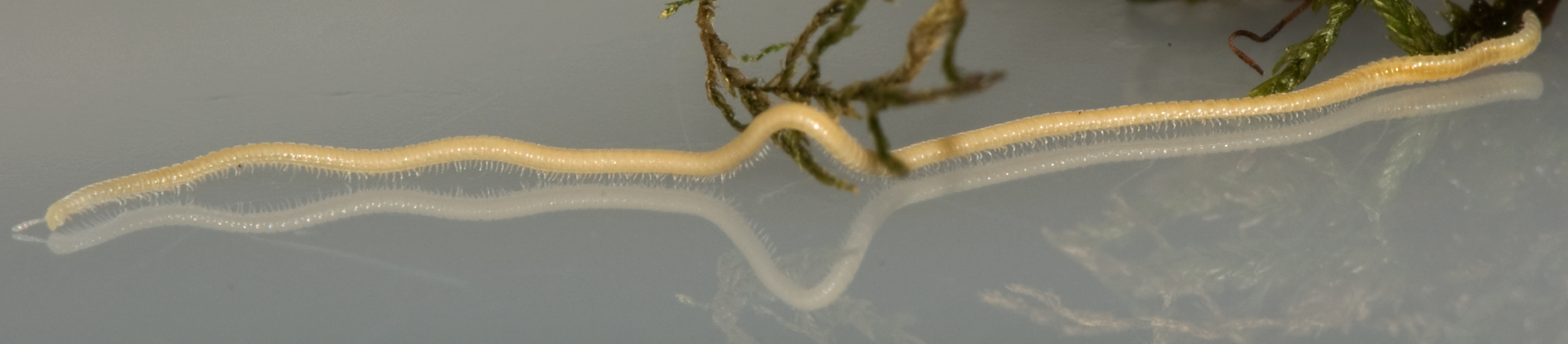
Illacme plenipes

- Balizonium
- Californizonium
- Columbianum
- Columbiozonium
- Cordillerium
- Gonatotrichus
- Guatemalium
- Linozonium
- Okeanozonium
- Pterozonium
- Rhinosiphora
- Siphonacme
- Siphonocybe
- Siphonophora
- Siphonophorella
- Yukatanium

Famille Siphonorhinidae Cook, 1895
- IllacmeIllacme plenipes
- Indiozonium
- Kleruchus
- Nematozonium
- Siphonorhinus
- Siphonothinus
- Teratognathus